# Psammodromus microdactylus
Espèce
Synonymes
- Algira microdactyla Boettger, 1881

Statut de conservation UICN

 EN B1ab(iii,v) : En danger
Psammodromus microdactylus est une espèce de sauriens de la famille des Lacertidae.

## Répartition
Cette espèce est endémique du Nord du Maroc.

## Description
Dans sa description Boettger indique que cette espèce mesure entre 112 et 116 mm dont 72 à 73 mm pour la queue. Son dos est vert olive foncé et parsemé de taches noires. Sa face ventrale est verdâtre. Ses doigts sont courts.
Ce lézard vit dans des végétations arbustives et prairies tempérées. Il est menacé par la disparition de son habitat.

## Étymologie
Son nom d'espèce vient du grec , mikros , « petit », et δάκτυλος, daktylos , « doigt ».

## Publication originale
- Boettger, 1881 : Diagnoses Reptilium novorum Maroccanorum. Zoologischer Anzeiger, vol. 4, p. 570-572 (texte intégral).